# Lila Zemborain
Lila Zemborain Bengolea (24 de enero de 1955) es una poeta y crítica literaria argentina, residente en los Estados Unidos.

## Datos biográficos
Lila Zemborain nació en Buenos Aires en 1955, y vive en Nueva York desde 1985. Es hija de Rosa Zemborain y sobrina nieta de la escritora Victoria Ocampo.
Es profesora de escritura creativa y de literatura en el Departamento de Español y Portugués de la Universidad de Nueva York. En el verano del 2006 enseñó en el Summer Writing Program de la Universidad de Naropa, Colorado.
Entre 2001 y 2002 colaboró como corresponsal de arte en Nueva York con la revista Arte al Día Internacional.
Es directora y editora de la serie de poesía Rebel Road. Dirige también la serie de poesía KJCC, en el King Juan Carlos I Center de la Universidad de Nueva York.
Ha realizado lecturas de su obra poética y crítica en distintas universidades y centros culturales de Estados Unidos, Francia, España, Argentina y Chile.

## Textos en revistas y antologías
Sus artículos sobre Gabriela Mistral han aparecido en publicaciones como la revista 
Iberoamericana (2000) y en el libro colectivo Femenino Plural. La Locura, La Enfermedad, El Cuerpo En Las Escritoras Hispanoamericanas (Alexandria: Los Signos Del Tiempo, 2000), entre otras.
Su trabajo en español ha aparecido en publicaciones como el diario El Universal de Caracas, el diario ABC de Madrid y en las revistas Galerna del Montclair State University, Tsé-Tsé y Los Rollos Del Mal Muerto de Buenos Aires, Sibila y Barcelona 080, de España, y en diversos sitios de Internet. 
Como poeta ha sido incluida en las antologías Mujeres Mirando Al Sur. Poetas Sudamericanas En USA (Madrid: Editorial Torremozas, 2004), y en Final De Entrega. Antología De Poet@s Contra La Violencia De Género (Córdoba (España), 2006).
Su poesía traducida al inglés por Rosa Alcalá ha sido incluido en las antologías Corresponding Voices (Point of Contact Productions: Syracuse University, 2002) y en The Light of City And Sea. An Anthology of Suffolk County Poetry 2006 (Sound Beach, NY: Street Press, 2006). También en la serie de plaquettes de Belladona con el poema "Pampa", y en las revistas The Gathering Of The Tribes, Newsletter del Poetry Project, Ecopoetics y Rattapallax.
Su libro de poemas Malvas Orquídeas Del Mar ha sido traducido al inglés en el 2007.

## Publicaciones

### Poesía
- Germinar (plaquette, 1983)
- Ardores (plaquette, 1989)
- Abrete Sésamo Debajo Del Agua (Buenos Aires: Ediciones Último Reino, 1993)
- Usted (Buenos Aires: Ediciones Último Reino, 1998)
- Pampa (Nueva York: Belladonna Books, 2001)
- Guardianes Del Secreto (Buenos Aires: Editorial Tsé-Tsé, 2002)
- Malvas Orquídeas Del Mar (Buenos Aires: Editorial Tsé-Tsé, 2004) ISBN 987-1057-40-7
- Rasgado (Buenos Aires: Editorial Tsé-Tsé, 2006) ISBN 987-1057-54-7
- El Rumor De Los Bordes (Sevilla: Biblioteca Sibila - Fundación BBVA de Poesía en Español, 2011) ISBN 978-84-92705-14-6

### Traducción a otros idiomas
- Mauve Sea-Orchids. Translated by Rosa Alcalá & Mónica de la Torre. (New York: Belladonna Books, 2007). ISBN 978-0-9764857-4-2
- La couleur de l'eau / El color del agua. Poemas de Lila Zemborain, acuarelas de Martin Reyna. Edición bilingüe. Traducción al francés, Sarah T. Reyna. (París. Virginie Boissière Editions. 2009). ISBN 978-2-917555-02-6
- Déchiré / Rasgado. Edición bilingüe. Traducción al francés Sarah T. Reyna. (París. L'Oreille Du Loup Editions. 2014) ISBN 978-2-917290-37-8

### Crítica
- Gabriela Mistral. Una Mujer Sin Rostro (Rosario: Beatriz Viterbo Editora, 2002) ISBN 9508451238